# Кровяков, Максим Максимович
Максим Максимович Кровяков (род. 12 мая 2002, Солнечногорск, Московская область) — российский хоккеист, нападающий московского «Спартака».

## Биография
На юношеском уровне играл за команды «Орбита» Зеленоград, «Белые медведи» Москва, «Витязь» Подольск. С 2017 года — в системе СКА. В связи с тем, что часть игроков основного состава СКА была отправлена на карантин из-за подозрения на COVID-19, 23 и 25 сентября 2020 года провёл два матча в КХЛ.
В 2022 году стал самым ценным игроком плей-офф МХЛ, набрав за сезон 94 (36+58) очка в 77 играх. 31 июля 2022 года в результате обмена стал игроком системы московского «Спартака». 24 августа 2022 года заключил новый двусторонний контракт с клубом сроком на четыре года.

## Достижения
- Обладатель Кубка Харламова: 2022
- Обладатель Кубка Петрова: 2023